# Isfahan
Isfahan ou Isfahã (em persa: اصفهان‎; romaniz.: Esfahan), antigamente grafada Ispahan, aportuguesada como Ispaã e Ispaão, é uma cidade do Irão, no centro do país, a 340 quilômetros ao sul de Teerã.
Terceira maior cidade do país, e capital da província homônima, conta com uma população de 1 583 609 habitantes (dados de 2006), e sua região metropolitana tem 3 430 035, de acordo com o censo de 2006. Cidade antiquíssima, foi conhecida na Antiguidade por Aspadana, tendo sido à época uma das maiores cidades do mundo.
A Praça de Naqsh-e Jahan, um enorme espaço público rodeado de edifícios levantados no início do século XVII, foi inscrita em 1979 na lista do Patrimônio da Humanidade pela UNESCO.

## História

### Período pré-islâmico
Pouco é conhecido sobre a história antiga de Ispaão. Na Antiguidade era conhecida como Aspadana, mas parece não ter sido um assentamento de grande importância. Foi parte dos impérios elamita e parta, e na época sassânida era chamada Jai, (Gabas em grego), um nome que persistiu até após a conquista islâmica em moedas cunhadas na cidade. Jai possuía quatro portas, uma das quais era chamada "Porta dos Judeus". De fato, a parte principal da cidade, onde vivia a comunidade judia, era chamada Jaudia (Yahudyya) ou Jaudié (Yahoudieh; "cidade dos judeus").

### Era islâmica
Em 640 ou 644, dependendo da fonte historiográfica consultada, Ispaão foi conquistada pelos árabes do Califado Omíada junto com o resto da Pérsia, passando a ser parte da província de Jibal. A partir de 747, com a revolta dos abássidas, a cidade passou a ser governada por esta dinastia quase continuamente até o século X, quando passou ao domínio da dinastia buída, de origem iraniana xiita. O célebre filósofo persa Avicena foi um protegido do governador Alá Daulá, vivendo e ensinando em Ispaão desde 1024 até sua morte em 1037. Durante o turbulento período buída Ispaão passou por grandes melhorias, com a construção de mesquitas, palácios, jardins, banhos públicos, bazares e uma muralha.

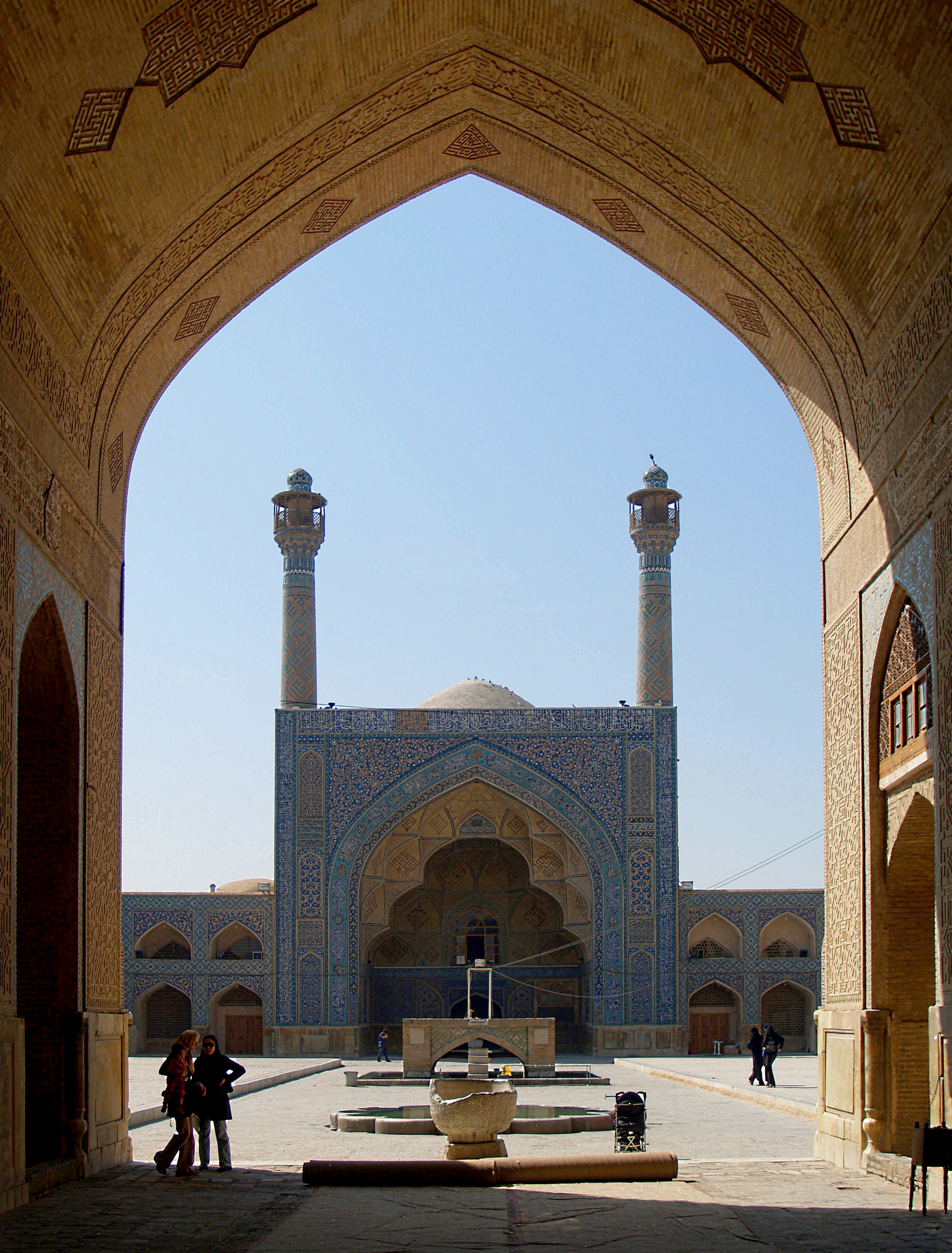
Grande Mesquita de Ispaã

Em 1051, Ispaão foi definitivamente conquistada por Tugril Bei (c.990-1063), da dinastia seljúcida. Um cronista descreve que em 1052 a cidade era a mais populosa e pujante das terras persas, com uma grande mesquita e muitos bazares. Togrul Begue transformou Ispaão em capital e viveu ali os últimos doze anos do seu reinado, dotando-a de grandes riquezas e melhorias. No reinado do seljúcida Maleque Xá I (r. 1072–1092) e seu vizir Nizã Almulque (c. 1018-1092), Ispaão continuou a prosperar e tornou-se um importante centro religioso sunita. Muitos edifícios foram levantados ou expandidos, como a Grande Mesquita da cidade. Com a morte de Maleque, em 1092, este período dourado de Ispaão terminou.
Ispaão foi, até 1118, capital do império seljúcida, mas a partir desta data o centro do poder foi levado à região de Coração, no leste. A cidade passou por vários governantes até 1140-1, quando foi tomada e incorporada ao Império Mongol. A complexa história da cidade continuou no séculos seguintes. Em 1387, Ispaão foi tomada por Tamerlão (1336-1405). Inicialmente tratada com misericórdia, a cidade revoltou-se contra os impostos punitivos de Tamerlão, matando os cobradores de impostos e alguns soldados do turco-mongol. Como represália, Tamerlão ordenou um massacre em que morreram mais de 70 000 cidadãos. O período sob domínio do Império Timúrida não foi particularmente brilhante para a cidade. Viajantes venezianos calcularam a população em apenas 50 000 pessoas em 1474-5.

### Época safávida
Em 1502-3, o xá Ismail I da dinastia safávida toma Ispaão. Tanto Ismail como seu sucessor, Tamaspe I, favoreceram os moradores da cidade. No início do século XVII, o Império Safávida ocupava uma área enorme, desde a Geórgia a oeste até o Afeganistão a leste e do Mar Cáspio a norte até o Golfo Pérsico no sul. Tal como na época seljúcida, o centro geográfico, comercial e administrativo deste enorme território era Ispaão, que foi feita capital pelo Xá Abas I em 1596-7. Sob esse líder e alguns dos seus sucessores, Ispaão foi grandemente remodelada e enriquecida. O viajante francês Jean Chardin (1643-1713), que esteve na Pérsia nas décadas de 1660 e 1670, descreve Ispaão como "a mais grandiosa e bela das cidades do Oriente", com 162 mesquitas, 48 colégios, 1802 caravançarais e 273 banhos públicos. Baseando-se nos detalhes da descrição de Chardin, a cidade teria entre 600 000 e 700 000 habitantes nessa época, senão mais.

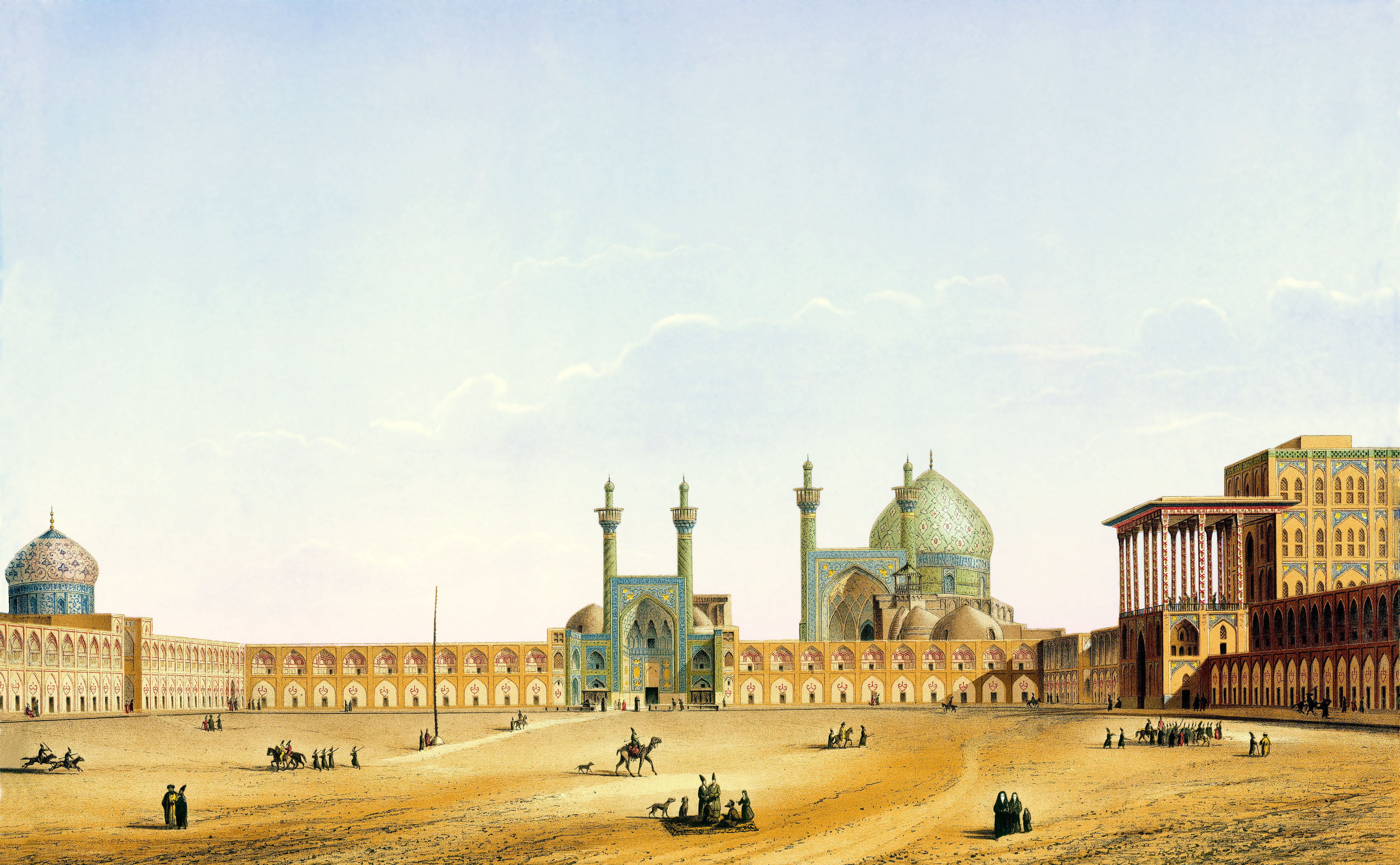
Praça Naghsh-e Jahan na década de 1830. Pintura de Pascal Coste

A gestão do Império sob o xá Abas I (1587-1629) era muito centralizada, com todas as sedes administrativas concentrando-se em Ispaão. A cidade foi remodelada e em seu centro foi criada a Praça de Naqsh-e Jahan, chamada "a Imagem do Mundo" pela sua beleza e dimensões, onde se localizam o portal do Bazar de Ceissarié (1602-19), a Mesquita Real (1612-30), a Mesquita de Lofolá (1602-18) e o Pavilhão de Ali Capu, um pequeno palácio da época timúrida (século XV) ampliado pelo xá. Todos estes edifícios, assim como os palácios da nobreza localizados na avenida Chahar Bagh, foram ricamente decorados com painéis caligráficos, azulejos com motivos florais e, no interior, pinturas. A cidade atraiu artistas e comerciantes que vinham de todo o Império, e a população incluía cristãos e judeus. Muitos armênios instalaram-se no bairro de Julfa, onde controlavam o comércio da seda. Abas I também converteu a cidade num grande centro religioso xiita, trazendo religiosos de várias partes do Império. A tolerância desta época, porém, diminuiu com os sucessores de Abas, que passaram a perseguir outras religiões, inclusive muçulmanos sunitas e sufistas na época do xá Sultão Huceine.

### Decadência e ressurgimento
O reinado do xá Sultão Huceine (1694-1722) foi um período de decadência para Ispaão, com redução do padrão de vida da cidade e do Império. No século XVIII os afegãos liderados por Mamude Hotaqui rebelaram-se, invadiram a Pérsia e derrotaram os safávidas na Batalha de Gulnabade (8 de março de 1722), pondo cerco à cidade logo depois. O assédio durou seis meses, durante o qual dezenas de milhares de cidadãos de Ispaão morreram nas batalhas, de fome e de doenças. Após um período curto de dominação afegã, Nader Xá assumiu o trono em 1736, fundando a dinastia dos Afexáridas, mas a capital foi transferida a Mexede, na região de Coração. Em meados do século XVIII a cidade foi disputada continuamente pelos afegãos e pelos membros dos Zande e Cajar. Sob o governo de Carim Cã, a partir de 1758-9, a paz voltou à cidade, mas a capital do Império foi transferida a Xiraz. Com a subida ao trono da dinastia Cajar a capital passou a ser Teerã. Nos finais do século XVIII a população da cidade era estimada por viajantes europeus em apenas 60 000.
Sob os Cajar, Ispaão chegou a ser a principal cidade comercial da Pérsia, mas na segunda metade do século XIX perdeu essa posição para Tabriz. A população da cidade aumentou durante o século XIX, apesar de que o período Cajar também é visto como um período negro pelos impostos excessivos e falta de desenvolvimento da cidade. Durante a dinastia Pahlavi os principais monumentos de Ispaão foram restaurados, ainda que o urbanismo antigo da cidade tenha sido muito alterado. Nas primeiras décadas do século XX a cidade industrializou-se, adquirindo fábricas de têxteis como tapetes e tecidos de seda.

### Cidade moderna
Hoje Isfahan, a terceira maior cidade do país, produz tapetes finos, têxteis, aço e artesanato. Isfahan também tem reatores nucleares experimentais, bem como instalações para a produção de combustível nuclear (UCF). Isfahan tem uma das maiores produtoras de aço em toda a região, bem como instalações para a produção de ligas especiais.
O urânio em Isfahan é convertido em hexafluoreto de urânio (UF6). Em sua forma gasosa, é girada em alta velocidade nas centrífugas para extrair o isótopo físsil. Isfahan é a única fonte interna do Irã de UF6. Segundo a AIEA, em 2006, o Irã estava  construindo bunkers endurecidos em Isfahan para proteger a produção de UF6.
As cidades de Najafabad, Khaneh Esfahan, Khomeini-Shahr, Shahin-Shahr, Zarrinshahr, Mobarakeh, Fouladshahr e Falavarjan constituem as cidades da região metropolitana de Isfahan. A cidade possui um aeroporto internacional e está em fase final de construção de sua primeira linha de metrô.
Mais de 2 000 empresas estão trabalhando na área, que tem com potencial econômico, cultural e social. Isfahan contém uma refinaria de petróleo e uma base aérea de grandes dimensões.
Isfahan sediou a Olimpíada Internacional de Física em 2007.

## Geografia
A cidade está localizada a 1 580 msnm de altitude, na planície verdejante do rio Zayandeh, a oeste e sul da cordilheira de Zagros. Ao norte e leste a cidade é circundada por desertos. Porém, a proximidade com o rio Zayandeh e os solos férteis da planície foram um importante fator no crescimento da cidade e província, que tem uma agricultura desenvolvida.
O clima é temperado, com longos e frios invernos e verões curtos e relativamente frios. A pluviosidade média é de entre 60 e 100 mm.

## Cultura e turismo

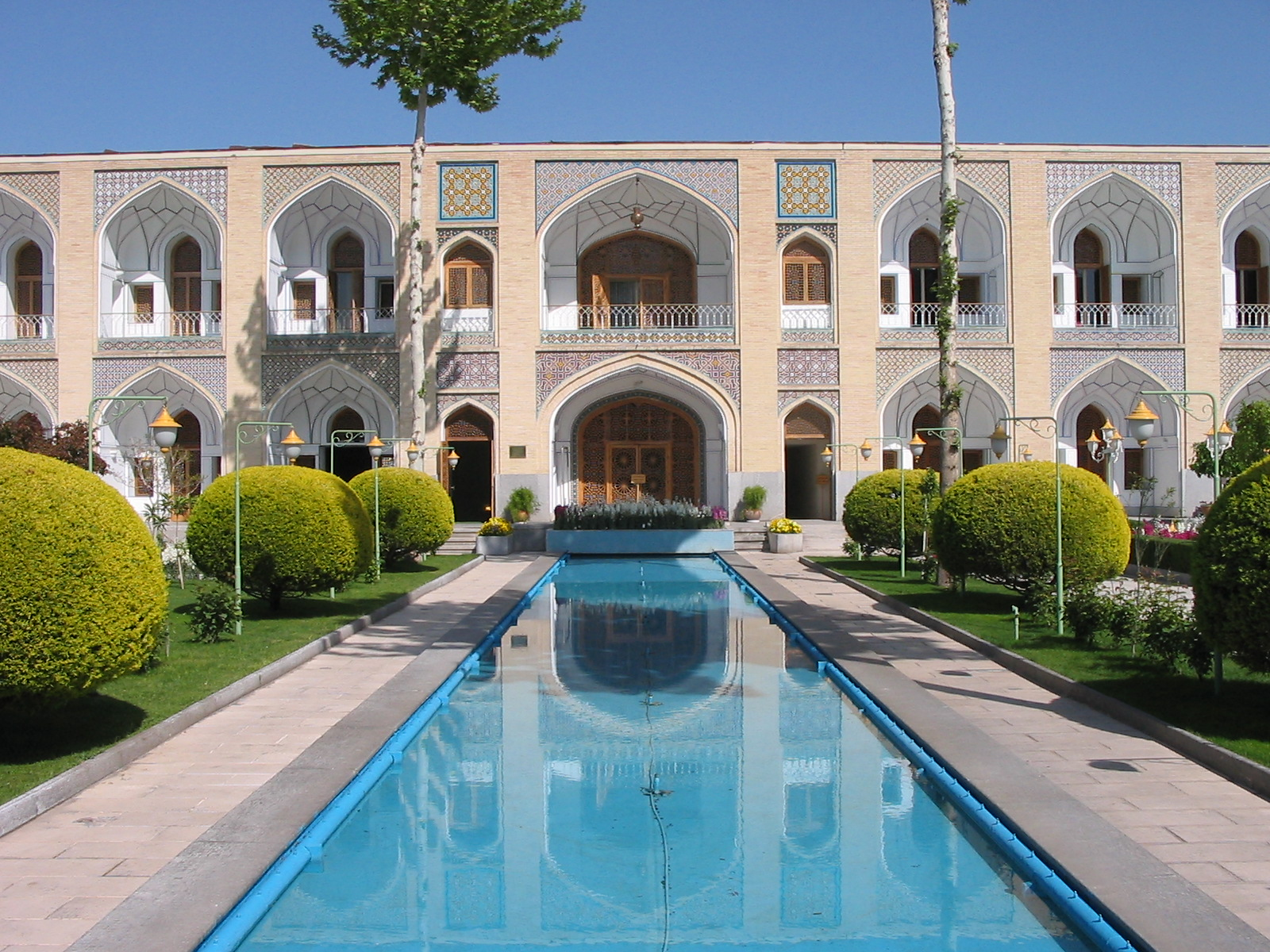
Hotel Abbasi, antigo caravançarai do século XVII adaptado ao turismo

Ispaão é uma das cidades artisticamente mais ricas do Irã. A época mais brilhante correspondeu ao período safávida (1598-1722), quando a cidade foi um grande centro artístico e viu florescer a arquitetura, a pintura e as artes decorativas. Consequentemente, Ispaão é também uma das cidades iranianas mais atrativas do ponto de vista turístico. As atrações incluem a Praça de Naqsh-e Jahan com seus palácios e mesquitas, a avenida Chahar Bagh, as várias pontes antigas sobre o rio Zayandeh, o quarteirão arménio com a Catedral Vank e o Grande Bazaar de Ispaão.
| Imagem: Meidan Emam | A cidade de Isfahan inclui o sítio "Meidan Emam", Património Mundial da UNESCO. |  |